# Jin Izumisawa
Jin Izumisawa (泉澤 仁 Izumisawa Jin?, Urayasu, Chiba, 17 de diciembre de 1991) es un futbolista japonés que juega de centrocampista en el FC Gifu de la J3 League.

## Trayectoria

### Clubes
| Club                    | País    | Año       |
| ----------------------- | ------- | --------- |
| Omiya Ardija            | Japón   | 2014-2016 |
| Gamba Osaka             | Japón   | 2017-2018 |
| Gamba Osaka sub-23      | Japón   | 2018      |
| Tokyo Verdy (cedido)    | Japón   | 2018      |
| Pogoń Szczecin          | Polonia | 2019      |
| Yokohama F. Marinos     | Japón   | 2019-2020 |
| Ventforet Kofu (cedido) | Japón   | 2020      |
| Ventforet Kofu          | Japón   | 2021      |
| Omiya Ardija            | Japón   | 2022-2024 |
| FC Gifu                 | Japón   | 2025-     |

## Palmarés

### Títulos nacionales
| Título    | Club                | País  | Año  |
| --------- | ------------------- | ----- | ---- |
| J1 League | Yokohama F. Marinos | Japón | 2019 |